# حملة بيرني ساندرز الرئاسية 2016

شعار حملة بيرني ساندرز الرئاسية 2016

في الحملة الرئاسية لعام 2016، سعى عضو مجلس الشيوخ عن ولاية فيرمونت بيرني ساندرز إلى الترشح عن الحزب الديمقراطي في منافسةٍ شارك فيها ستة مرشحين رئيسيين حيث جاء وصيفًا بعد حصوله على 46% من أصوات المندوبين المتعهدين خلف وزيرة الخارجية الأمريكي السابقة هيلاري كلينتون، التي فازت بالمنافسة بنسبة 54%. بدأ ساندرز، العضو الصغير في مجلس الشيوخ الأمريكي والممثل السابق عن فيرمونت، بإعلانٍ غير رسمي في 30 أبريل، 2015، تبعه بإعلانٍ رسمي عن اعتزامه الترشيح لمنصب رئيس الولايات المتحدة عن الحزب الديمقراطي في 26 مايو، 2015، في برلينغتون، بولاية فيرمونت. كان ساندرز يُعتبر مرشحًا محتملًا لمنصب الرئيس منذ سبتمبر عام 2014 على الأقل. وعلى الرغم من ترشحه سابقًا كمستقل، فإنه كان ينضم روتينيًا إلى اجتماعات الحزب الديمقراطي، إذ تتوافق نسبة كبيرة من آرائه مع الديمقراطيين. سهل عليه الترشيح كديمقراطي أمر المشاركة في المناظرات وإدراج اسمه في اقتراع الولايات.
كانت هيلاري كلينتون، وزيرة الخارجية السابقة، منافسة ساندرز الأكبر على هذا الترشيح. اجتذب ساندرز حشودًا كبيرةً إلى خطاباته وأكسبته سياسته الديمقراطية الاجتماعية والشعبوية دعمًا خاصًا بين الأمريكيين تحت سن الأربعين. كان أداؤه مع الناخبين البيض قويًا، لكنه كان يتخلف باستمرار عن كلينتون بنسبه 30 نقطة مئوية أو أكثر من حيث الناخبين السود؛ وأظهرت نتائج الاقتراع منافسةً شرسة بين الناخبين الأمريكيين الهسبان.
ركز ساندرز على التفاوت في الثروة والدخل، ظنًا منه أنه يؤدي إلى تآكل الطبقة الوسطى الأمريكية، وكذلك على إصلاح تمويل الحملات الانتخابية. وعلى نقيض غيره من المرشحين الرئاسيين الكبار، تحاشى ساندرز التمويل غير المحدد من لجنة من لجان سوبر بّي أي سي (لجان العمل لسياسي)، واختار عوضًا عن ذلك تلقي تمويله من تبرعات الحملة القادمة من الأفراد مباشرةً. في سبتمبر 2015، أفادت صحيفة نيويورك تايمز أن الحملة تلقت تبرعات من مليون شخص، لتصبح أول حملة لعام 2015 تصل إلى هذا الحد. جمع ساندرز 20,000,000 دولارًا في شهر يناير، وهذا يفوق بخمسة ملايين دولار ما جمعته كلينتون في نفس الفترة، بمعدل تبرعٍ مقداره 27 دولارًا. كثيرًا ما ذكر ساندرز هذا الرقم البالغ 27 دولارًا في حملته الانتخابية كدليل على دعمه الشعبي.
بعد الانتخابات التمهيدية الأخيرة (انتخابات دائرة كولومبيا، في 14 يونيو)، أصبحت كلينتون المرشح المحتمل عن الحزب الديمقراطي. حينها أقر ساندرز بكلينتون، قائلًا إنه سيعمل معها على هزيمة المرشح المحتمل عن الحزب الجمهوري، دونالد ترامب. وفي 16 يونيو، ألقى ساندرز خطابًا مباشرًا على الأنترنت موجَّهًا إلى مؤيديه، حيث قال، «وتستمر الثورة السياسية». وفي 12 يوليو، أيد ساندرز كلينتون رسميًا بتجمعٍ وحَّد بينه وبينها في بورتسموث، بولاية نيوهامبشير.
في 22 يوليو، 2016، تسربت رسائل بريد إلكتروني مختلفة من اللجنة الوطنية الديمقراطية (دي إن سي)، الهيئة الحاكمة للحزب الديمقراطي، ونُشرت، كاشفةً عن وجود تحيزٍ ضد ساندرز من جانب اللجنة ورئيسها، ديبي واسرمان شولتز. استقال شولتز بعد ذلك من منصب رئيس لجنة دي إن سي وحلت محله دونا برازيلي، التي تورطت أيضًا في التسريبات واعتذرت إلى ساندرز ومؤيديه. وفي التصويت بنداء الأصوات الذي أُجرٍي في المؤتمر الوطني الديمقراطي في 26 يوليو، 2016، حصل ساندرز على 1,865 صوتًا (39% من الأصوات)، جاء 1,848 منها من المندوبين المتعهدين الفائزين بالمنافسات التجمعية والتمهيدية (46% من إجمالي الأصوات) و17 من المندوبين الكبار (4%). وبعد الانتهاء من التصويت بنداء الأصوات، تقدم ساندرز باقتراح لترشيح كلينتون رسميًا، الذي أقِر بموجب التصويت الشفوي.

## الخلفية

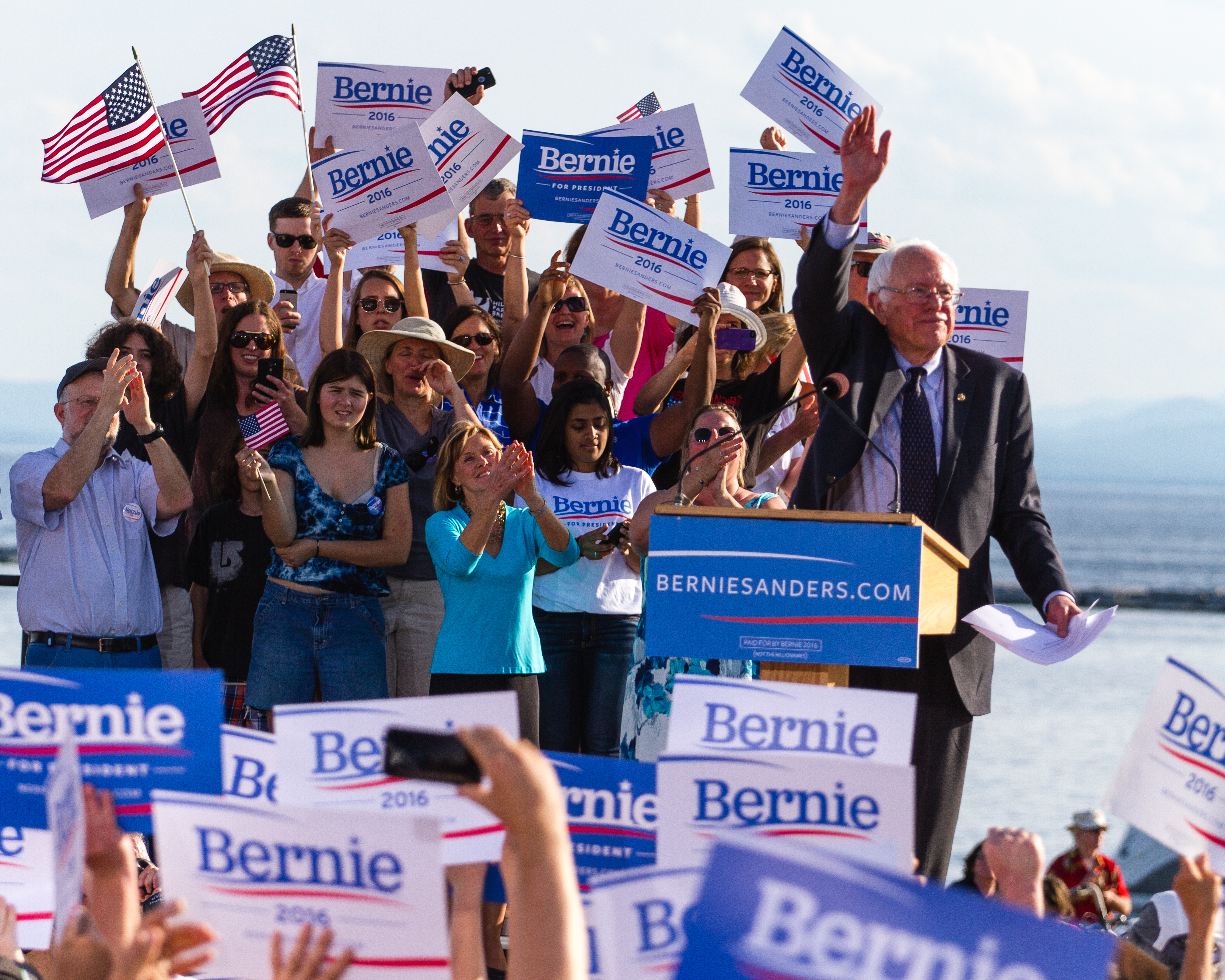
بيرني ساندرز في تجمع إطلاق حملته الرئاسية في برلينغتون بولاية فيرمونت في أواخر شهر مايو من عام 2015

حدثت نجاحات ساندرز السابقة في فيرمونت. كان ناشطًا سياسيًا طوال حياته البالغة تقريبًا. فعندما كان في الكلية، احتج ساندرز على وحشية الشرطة، وقاد اعتصامًا ضد الفصل في السكن دام لأسابيع، وعمل كمنظم لصالح منظمة مؤتمر المساواة العرقية. وفي عام 1963، سافر إلى العاصمة واشنطن للمشاركة في مسيرة الحقوق المدنية إلى واشنطن. وبوصفه عمدة برلينغتون، لعب ساندرز دورًا بارزًا في بناء دعم حملة جيسي جاكسون الرئاسية في فيرمونت في عامي 1984 و1988.
في مقابلةٍ أجرٍيت في نوفمبر 2013، ذكر ساندرز عدة أسباب تدفعه إلى المضي قدمًا في ترشيحه الرئاسي، بما فيها الاحتباس الحراري (التغير المناخي حاليًا)، والتفاوت الاقتصادي، والغضب من قرار المحكمة العليا بشأن منظمة ستزن يونايتد (المواطنون المتحدون)، فضلًا عن ضرورة المحافظة على البرامج العامة كبرنامجي ميديكير وميديكايد.
أثناء مقابلة أجرٍيت في 6 مارس، 2014، مع مجلة ذا نيشن، صرح ساندرز أنه «مستعد للترشح لمنصب رئيس الولايات المتحدة» في عام 2016، إلا أنه لم يعلن عن الحملة رسميًا. وعندما تم الإلحاح بهذا الخصوص، قال ساندرز إنه كان يناقش إمكانية ذلك مع الناس في جميع أنحاء البلاد، لكنه شعر أن الإعلان عنها كان سابقًا لأوانه. وبعد انتخابات الكونغرس لعام 2014، استمر ساندرز في مناقشة ترشحه لمنصب الرئيس.
في 28 أبريل، 2015، أفاد راديو فيرمونت العام أن ساندرز سيعلن في 30 أبريل عن ترشحه لترشيح الحزب الديمقراطي لمنصب الرئيس. وفي مقابلةٍ مع صحيفة يو إس إيه توداي أجرِيت في 29 أبريل، قال ساندرز «لقد خضت هذه الانتخابات لأفوز»، وأطلق موقع ويب خاص بالحملة، بادئًا بذلك ترشحه الفعلي. قال ساندرز إنه كان متحفزًا لدخول السباق بما أسماه «المستويات الفاحشة» من التفاوت في الدخل، ونظام تمويل الحملات الانتخابية.
في 26 مايو، 2015، أعلن ساندرز رسميًا عن ترشحه في حديقة واترفرونت بمدينة برلينغتون.

## مناظرات الحزب الديمقراطي الرئاسية
انعقدت مناظرات الحزب الديمقراطي الرئاسية لعام 2016 بين المرشحين في حملة ترشيح الحزب لمنصب رئيس الولايات المتحدة في الانتخابات الرئاسية الأمريكية لعام 2016. اعلنت اللجنة الوطنية الديمقراطية (دي إن سي) عن وجود ست مناظرات. وفي فبراير 2016، وافق كل من ساندرز وكلينتون من حيث المبدأ على عقد أربع مناظرات أخرى، ليصبح المجموع عشرة. زعم النقاد أن عدد المناظرات القليل والجدول الزمني، مع انعقاد أربع من أصل عشر مناظرات في ليالي يومي السبت والأحد، كانا جزءًا من محاولةٍ متعمدة من جانب لجنة دي إن سي ترمي إلى حماية المرشحة الأولى، هيلاري كلينتون. انسحبت كلينتون من المناظرة العاشرة، المقرر انعقادها قبيل انتخابات كاليفورنيا مباشرة، بحجة ضرورة تكريس وقتها في إجراء تواصلٍ مباشر مع الناخبين في كاليفورنيا. قال متحدث باسم قناة فوكس نيوز، الشبكة التلفزيونية التي كان من المقرر لها أن تبث المناظرة، «بطبيعة الحال، تشعر فوكس نيوز بخيبة أمل بعد أن رفضت وزيرة الخارجية كلينتون دعوتنا للمناظرة، خصوصًا بالنظر إلى أن السباق لا يزال محل نزاع وقد سبق لها أن وافقت على انعقاد جلسةٍ أخيرة قبل انتخابات كاليفورنيا التمهيدية». فأجاب ساندرز، «لقد خاب أملي لكنني لم أكن متفاجئًا من عدم رغبة وزيرة الخارجية كلينتون في خوض المناظرة قبيل أكبر وأهم انتخابات تمهيدية في عملية الترشيح الرئاسي».